# Alpha Ethniki 1999-2000
L'Alpha Ethniki 1999-2000 fu la 64ª edizione della massima serie del campionato di calcio greco, conclusa con la vittoria dell'Olympiacos Pireo, al suo ventinovesimo titolo e quarto consecutivo.
Capocannoniere del torneo fu Dīmītrīs Nalitzīs (Panionios/PAOK), con 24 reti.

## Formula
Come nella stagione precedente le squadre partecipanti furono 18 e disputarono un girone di andata e ritorno per un totale di 34 partite.
Le ultime quattro classificate furono retrocesse in Beta Ethniki.
Il punteggio prevedeva tre punti per la vittoria, uno per il pareggio e nessuno per la sconfitta.
Le squadre ammesse alle coppe europee furono sette: i campioni e la seconda classificata alla UEFA Champions League 2000-2001, la vincitrice della coppa nazionale con terza, quarta e quinta alla Coppa UEFA 2000-2001 più un'ulteriore squadra alla Coppa Intertoto 2000.
L'AEK Atene, vincitrice della Coppa, arrivò terzo in campionato lasciando un posto disponibile in coppa UEFA. La federazione decise di far disputare un girone di spareggio tra le squadre che avevano un distacco inferiore ai cinque punti dalla sesta classificata. A questi spareggi parteciparono tre squadre: Aris, Iraklis e Panionios.

## Squadre partecipanti
| Squadra          | Città      | Stadio | Stagione 1998-1999 |
| ---------------- | ---------- | ------ | ------------------ |
| AEK Atene        | Atene      |        | 2°                 |
| Apollōn Smyrnīs  | Atene      |        | 14°                |
| Arīs Salonicco   | Salonicco  |        | 6°                 |
| Ethnikos Asteras | Kaisarianī |        | 11°                |
| Iōnikos          | Nikea      |        | 5°                 |
| Īraklīs          | Salonicco  |        | 9°                 |
| Kalamata         | Calamata   |        | Beta Ethniki       |
| Kavala           | Kavala     |        | 10°                |
| OFI Creta        | Candia     |        | 8°                 |
| Olympiacos       | Il Pireo   |        | Campione di Grecia |
| Panachaïkī       | Patrasso   |        | Beta Ethniki       |
| Panathīnaïkos    | Atene      |        | 3°                 |
| Panīleiakos      | Pyrgos     |        | 13°                |
| Paniōnios        | Nea Smyrnī |        | 15°                |
| PAOK             | Salonicco  |        | 4°                 |
| Proodeftikī      | Korydallos |        | 12°                |
| Trikala          | Trikala    |        | Beta Ethniki       |
| Skoda Xanthī     | Xanthi     |        | 7°                 |

## Classifica finale
|                   | Pos. | Squadra          | Pt | G  | V  | N  | P  | GF | GS | DR  |
| ----------------- | ---- | ---------------- | -- | -- | -- | -- | -- | -- | -- | --- |
| Grecia (bandiera) | 1.   | Olympiacos       | 92 | 34 | 30 | 2  | 2  | 86 | 18 | +68 |
|                   | 2.   | Panathīnaïkos    | 88 | 34 | 28 | 4  | 2  | 92 | 24 | +68 |
|                   | 3.   | AEK Atene        | 66 | 34 | 20 | 6  | 8  | 69 | 39 | +30 |
|                   | 4.   | OFI Creta        | 63 | 34 | 18 | 9  | 7  | 60 | 44 | +16 |
|                   | 5.   | PAOK             | 55 | 34 | 15 | 10 | 9  | 64 | 44 | +20 |
|                   | 6.   | Īraklīs          | 50 | 34 | 15 | 5  | 14 | 58 | 58 | 0   |
|                   | 7.   | Arīs Salonicco   | 50 | 34 | 14 | 8  | 12 | 50 | 46 | +4  |
|                   | 8.   | Paniōnios        | 45 | 34 | 14 | 3  | 17 | 50 | 63 | -13 |
|                   | 9.   | Kalamata         | 44 | 34 | 12 | 8  | 14 | 41 | 57 | -16 |
|                   | 10.  | Iōnikos          | 41 | 34 | 10 | 11 | 13 | 40 | 50 | -10 |
|                   | 11.  | Ethnikos Asteras | 41 | 34 | 12 | 5  | 17 | 33 | 50 | -17 |
|                   | 12.  | Skoda Xanthī     | 41 | 34 | 11 | 8  | 15 | 36 | 43 | -7  |
|                   | 13.  | Panīleiakos      | 40 | 34 | 12 | 4  | 18 | 44 | 48 | -4  |
|                   | 14.  | Panachaïkī       | 39 | 34 | 9  | 12 | 13 | 37 | 47 | -10 |
|                   | 15.  | Kavala           | 30 | 34 | 8  | 6  | 20 | 33 | 66 | -33 |
|                   | 16.  | Proodeftikī      | 28 | 34 | 7  | 7  | 20 | 27 | 55 | -28 |
|                   | 17.  | Apollōn Smyrnīs  | 24 | 34 | 6  | 6  | 22 | 30 | 59 | -29 |
|                   | 18.  | Trikala          | 21 | 34 | 5  | 6  | 23 | 35 | 74 | -39 |

Legenda:

      Campione di Grecia e ammesso alla UEFA Champions League
      Ammesso alla UEFA Champions League
      Ammesso alla Coppa UEFA
      Ammesso alla Coppa Intertoto
      Retrocesso in Beta Ethniki
Note:

Tre punti a vittoria, uno a pareggio, zero a sconfitta.

### Spareggio qualificazione alla Coppa UEFA
Iraklis, Aris e Panionios si incontrarono con partite di sola andata. Il vincitore di questo girone ottenne la qualificazione alla Coppa UEFA.
|  | Pos. | Squadra           | Pt | G | V | N | P | GF | GS | DR |
|  | ---- | ----------------- | -- | - | - | - | - | -- | -- | -- |
|  | 1.   | Iraklis Salonicco | 4  | 2 | 1 | 1 | 0 | 4  | 2  | +2 |
|  | 2.   | Aris Salonicco    | 3  | 2 | 1 | 0 | 1 | 3  | 4  | -1 |
|  | 3.   | Panionios         | 1  | 2 | 0 | 1 | 1 | 4  | 5  | -1 |

Legenda:

      Ammesso alla Coppa UEFA
Note:

Tre punti a vittoria, uno a pareggio, zero a sconfitta.

### Verdetti
- Olympiacos campione di Grecia 1999-2000 e qualificato alla fase a gironi della UEFA Champions League
- Panathinaikos qualificato al terzo turno preliminare della UEFA Champions League
- AEK Atene, OFI Creta, PAOK Salonicco e Iraklis qualificati alla Coppa UEFA
- Kalamata qualificato alla Coppa Intertoto
- Kavala, Proodeftiki, Apollon Smyrnis e Trikala retrocesse in Beta Ethniki.